# Piandimeleto
Piandimeleto là một đô thị ở tỉnh Pesaro và Urbino trong vùng Marche, nằm cách 90 km về phía tây của Ancona và khoảng 45 km về phía tây nam của Pesaro. Tại thời điểm ngày 31 tháng 12 năm 2004, đô thị này có dân số 1.999 và diện tích là 40 km².

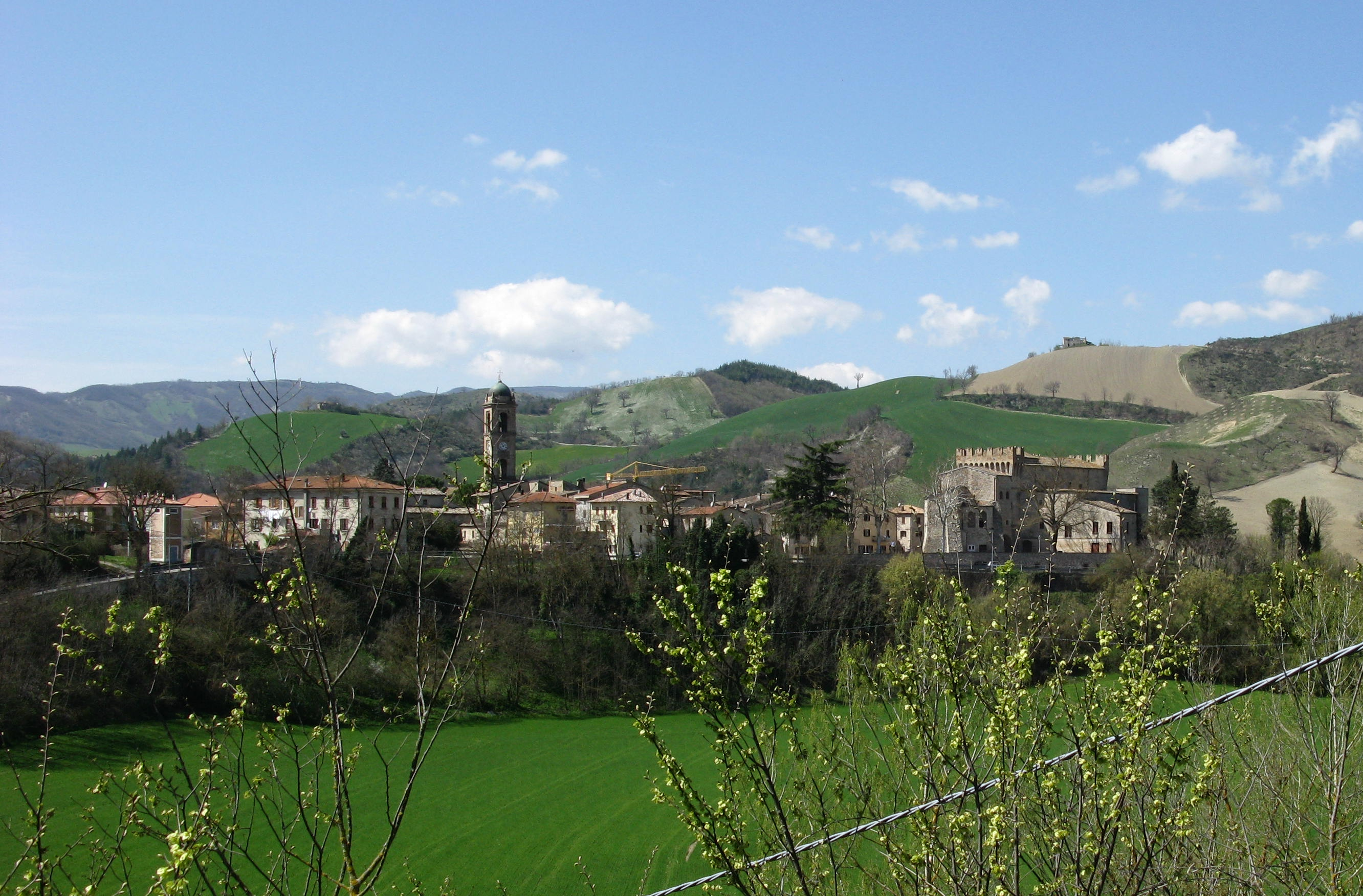
Piandimeleto

Piandimeleto giáp các đô thị sau: Belforte all'Isauro, Carpegna, Frontino, Lunano, Macerata Feltria, Pietrarubbia, Sant'Angelo in Vado, Sassocorvaro, Sestino, Urbino.